# Erzsébet Bagi
Erzsébet Bagi, coniugata Kintliné (1926), è un'ex cestista ungherese.

## Carriera
Con l'Ungheria ha disputato due edizioni dei Campionati europei (1950, 1954).